# Batalla de Cuautla
La Batalla de Cuautla fue un enfrentamiento armado entre las fuerzas maderistas del líder revolucionario Emiliano Zapata y el ejército mexicano, que tuvo lugar en la ciudad de Cuautla, estado mexicano de Morelos, del 11 al 19 de mayo de 1911. Las cifras exactas de las fuerzas involucradas en la batalla aún son objeto de debate, aunque se estima que el ejército federal estaba compuesto por unos 360 soldados del quinto regimiento de caballería "Oro" y una cantidad indeterminada de policías municipales y rurales; mientras los maderistas contaban con aproximadamente 4,000 hombres.
La batalla duró seis días y se caracterizó por un intenso combate, con ambos bandos sufriendo grandes pérdidas. Finalmente, el ejército federal se retiró de la ciudad y Zapata tomó el control de Cuautla.
La victoria maderista en la batalla de Cuautla fue un momento clave en la lucha contra el gobierno del presidente Porfirio Díaz, y se ha señalado como un hito en la Revolución Mexicana. La victoria de Zapata ayudó a consolidar su posición como líder revolucionario y contribuyó al inicio de las negociaciones para la transición electoral.

## Antecedentes
Durante el gobierno de Porfirio Díaz, México experimentó un crecimiento económico importante, pero también se caracterizó por la concentración de la riqueza y el poder en manos de un pequeño grupo de personas, lo que generó una gran desigualdad social y económica. Los campesinos, obreros y otros sectores populares de la sociedad mexicana se encontraban marginados y explotados, lo que generó un gran descontento social y una creciente oposición al gobierno.
En este contexto Francisco I. Madero, convocó a una revolución debido a la falta de transparencia en las Elecciones federales de México de 1910, Emiliano Zapata (un activista a favor de la devolución de propiedades a campesinos despojados de sus terrenos comunales debido a la Ley Lerdo) secundó el movimiento maderista y el 29 de marzo de 1911 asumió el cargo como nuevo jefe revolucionario maderista del sur.
A finales de marzo, a Zapata le preocupaba que si no controlaba los principales centros urbanos de Morelos antes de que Madero comenzara las negociaciones de paz con Díaz, las demandas de su movimiento quedarían marginadas. También quería asegurar la autonomía de Morelos del gobierno nacional. Finalmente, el ascenso de Zapata en Morelos creó el potencial de conflicto con la poderosa familia Figueroa que controlaba el vecino estado de Guerrero.
El 22 de abril de 1911, Zapata se reunió con Ambrosio Figueroa Mata y los dos acordaron que operarían independientemente en cualquier lugar de México, con Zapata al mando supremo si se llevaban a cabo operaciones conjuntas en Morelos. Figueroa prometió apoyo militar a Zapata en Morelos, pero Zapata no confiaba en él. En consecuencia, decidió atacar la mejor guarnecida y fortificada ciudad de Cuautla.
Debido a que quería disfrazar sus intenciones, Zapata primero realizó redadas en el estado de Puebla, tomó las ciudades de Chietla, Izúcar de Matamoros, Metepec y Atlixco para obtener suministros y reclutar más soldados, luego tomó Yautepec y Jonacatepec en Morelos. El 10 de mayo de 1911 acampó en Yecapixtla y desde ahí organizó su ataque.

## Preparativos

### 11 de mayo
Un contingente de aproximadamente 4,000 soldados maderistas, que carecían de experiencia en combate, llegó a la ciudad de Cuautla con el objetivo de tomarla. La ciudad estaba siendo defendida por un destacamento federal del 5.º Regimiento de Caballería, encabezado por el coronel Eutiquio Munguía, acompañado por un reducido número de soldados del 19 Batallón, así como por miembros de los cuerpos rurales al mando del comandante Gil Villegas y la policía municipal, sumando alrededor de quinientos defensores en total. A pesar de que los federales contaban con ametralladoras, se encontraban con escasez de municiones.
El primer movimiento de los maderistas fue intentar volar un puente de ferrocarril con el fin de aislar la ciudad. Y aunque el intento fue infructuoso, permitió a los rebeldes asegurar su posición y prepararse para la batalla que se avecinaba.

### 12 de mayo
Antes de iniciar el asedio, los maderistas llevaron a cabo un último preparativo, que consistió en tomar la hacienda de Cuautlixco, lugar donde Emiliano Zapata establecería su cuartel general. Durante la noche, los rebeldes; pusieron sitio a la ciudad, cortaron el suministro de agua y, al amanecer, pidieron la rendición de la plaza, petición que les fue negada por las fuerzas federales.
Mientras tanto los federales convirtieron las principales construcciones en trincheras: el acueducto, las iglesias, los exconventos de Santo Domingo, San Diego y Santa Bárbara, el Palacio Municipal, los hoteles San Diego y Francés, la tienda La Propaganda, la planta de energía eléctrica y el surtidor principal de agua, las oficinas del timbre, el correo y telégrafo.

## Batalla
La batalla que enfrentó Zapata fue diferente a lo que estaba acostumbrado. En enfrentamientos abiertos, Zapata, dependía principalmente de rápidas cargas de caballería, lo que le permitiría acercarse rápidamente al enemigo antes de que las ametralladoras de las tropas federales pudieran derribar a sus jinetes. En Cuautla, sin embargo, los soldados estaban bien fortificados más allá de las barricadas y poseían artillería pesada que haría que las cargas de caballería estándar fueran ineficaces. Además de esto, la ciudad tenía los suficientes víveres para resistir el asedio al menos hasta la firma de los Tratados de Ciudad Juárez.

### 13 de mayo
La orden inicial del cuartel general zapatista fue lanzar un ataque coordinado en toda la línea del sitio, lo que implicaba abrir fuego en todas las posiciones defensivas federales que rodeaban la ciudad. Esta estrategia se basaba en la idea de que un ataque en todas las posiciones del ejército federal debilitaría su capacidad de resistencia y permitiría a las fuerzas revolucionarias avanzar hacia el centro de la ciudad.
Sin embargo, el coronel Munguía logró colocar a sus hombres en posiciones que no permitían a los maderistas divisar una línea definida con claridad, lo que obligó a los rebeldes a dispersarse y a cambiar su estrategia. La eficacia de la defensa federal fue tal que lograron infligir 300 bajas a los maderistas solo en ese día.

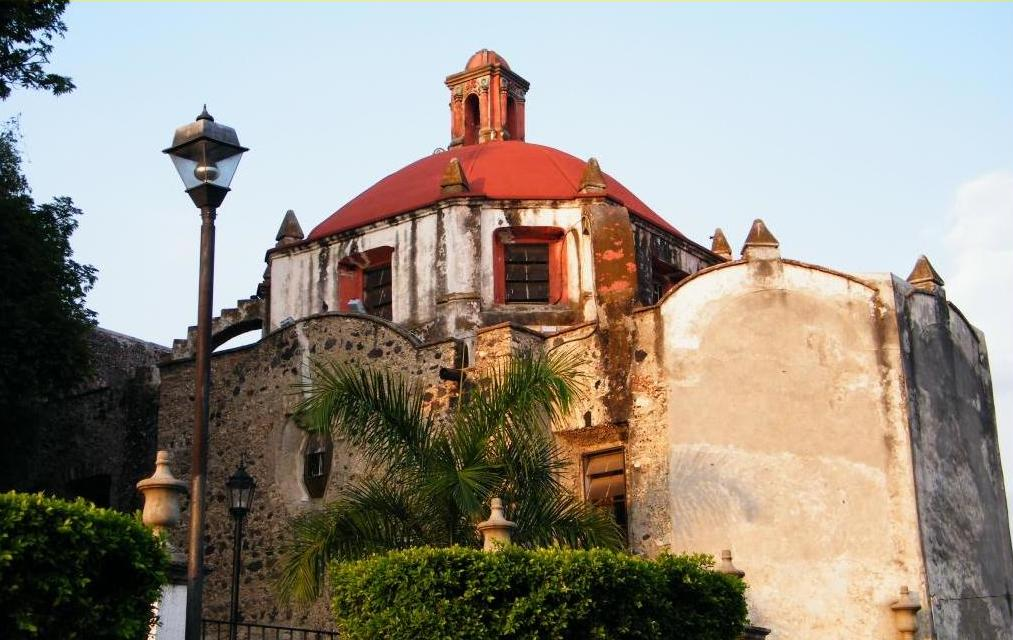
Ex Convento de San Diego, principal bastión federal durante la batalla.

### 14 y 15 de mayo
Zapata ordenó una nueva ofensiva, por lo que sus hombres lograron tomar algunas posiciones en el norte de la ciudad y capturar algunos prisioneros. Eufemio Zapata, hermano de Emiliano, tomó la estación de ferrocarril y ordenó a sus tropas que vertieran gasolina en los acueductos vacíos para luego prenderles fuego, lo que provocó que muchos soldados del quinto batallón que estaban en excelentes posiciones fueran quemados vivos. Además, un vagón de ferrocarril vacío que había sido convertido en un búnker completo con un nido de ametralladoras, también fue rociado con gasolina y prendido fuego a todos los soldados federales que estaban dentro.
La lucha durante esta ofensiva se convirtió en escaramuzas cuerpo a cuerpo, con el uso de machetes, bayonetas y bombas de cuero por parte de los maderistas. Finalmente, los federales retrocedieron y solo lograron mantener el control de algunos edificios del centro de la ciudad, como el ex Convento de San Diego de Alcalá, que se convirtió en su principal bastión.

### Victoriano Huerta en Cuernavaca
A medida que la batalla se prolongaba, el general Victoriano Huerta llegó a la cercana Cuernavaca, capital de Morelos, con 600 soldados con la esperanza de venir en ayuda de la guarnición federal sitiada. Sin embargo, Huerta se dio cuenta de que si dejaba la capital desatendida, una rebelión podría estallar en su retaguardia y decidió dejar al Quinto de Oro a su suerte.

### 16 y 17 de mayo
El día 16, Zapata ordenó un cese al fuego para pedir la rendición de la plaza de Munguía, sin embargo, la petición fue rechazada y se reanudó el combate. Al siguiente día, los maderistas se apoderaron del ex Convento de San Diego, obligando a los federales a reagruparse en nuevas trincheras del palacio municipal.

### Rendición federal
La defensa continúo el día 18, donde los federales sufrían ataques con explosivos caseros, el día 19 Zapata decidió detener el fuego con objeto de darle un descanso a su tropa y preparar un último asalto. Pero los federales aprovecharon para romper el cerco y huir hacia Cuernavaca. Al día siguiente los maderistas tomaron la plaza sin fuerza, instalando su cuartel general; establecieron autoridades y empezaron a organizar a los campesinos para recuperar sus tierras.

## Consecuencias

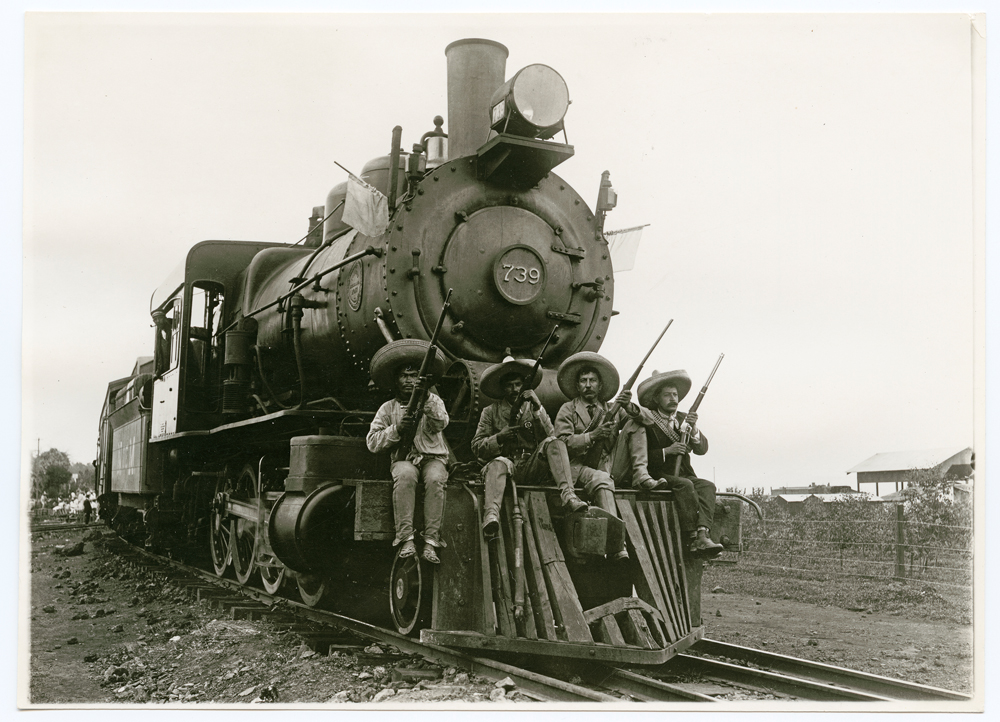
Zapatistas sentados en un tren

El propio Porfirio Díaz declaró más tarde que fue la caída de Cuautla ante Zapata lo que lo convenció de llegar a la paz con Madero. El 21 de mayo de 1911 firmó el Tratado de Ciudad Juárez, dos días después de la captura de la ciudad. Posteriormente los maderistas marcharon sobre Cuernavaca y con ello se hicieron con el control del estado de Morelos. 
Después de la renuncia de Díaz, la rebelión zapatista en Morelos continuó. Zapata se negó a reconocer al presidente interino Francisco León de la Barra y durante el resto de 1911 dejó de confiar en Madero. En noviembre de 1911, publicó el Plan de Ayala en el que se rebelaba contra el gobierno maderista.